# Craterul Deep Bay
Deep Bay este un golf în Lacul Reindeer în Saskatchewan, Canada. 

## Geografia
Golful este circular și foarte adânc (220 m), într-un lac care are ape puțin adânci. Golful a fost format într-un crater de impact care are 13 km lățime.

## Istorie
Vârsta craterului este estimată a fi de 99 ± 4 milioane ani (cretacic).